# Fiction Factory
I Fiction Factory sono stati un gruppo musicale britannico originario di Perth, in Scozia, formatosi a metà degli anni 80.
Nel secondo album Another Story solo Patterson e Medley rimarranno nel gruppo. Sempre nel secondo
album suonerà la tromba il futuro membro degli OMD Graham Weir.

## Storia del gruppo
Prima di cominciare il loro progetto, chiamato Fiction Factory, Kevin Patterson e Eddie Jordan suonavano in una band chiamata The Rude Boys. Dopo avere lasciato tale band, si riunirono insieme a Chic Medley per scrivere dei brani. Furono contattati dalla CBS Records stipulando un contratto.  Furono presto accompagnati da Graham McGregor e Mike Ogletree, un ex batterista dei Simple Minds. Nel 1983 il gruppo incide il primo album poi pubblicato nel 1984: Throw the Warped Wheel Out. Da quest'ultimo è tratto il singolo Feels Like Heaven, che, uscito dopo alcuni ostacoli, sarà ricordato come l'unico hit della band: si tratta di una ballata pop caratterizzata dall'utilizzo di suoni tipici degli anni ottanta. Nello stesso anno escono anche altri due singoli di poco successo, comunque sufficienti per poter portare il primo album della band in vetta alle classifiche soprattutto europee. Nel 1985 la loro casa discografica promette alla band un tour trionfale da effettuare nel 1986, ma non si farà a causa di conflitti interni al complesso, emersi probabilmente durante la realizzazione del 2º album. Questo lavoro intitolato Another Story, e pubblicato sempre nel 1985, non contiene nessuna hit, e riscontra risultati freddi.
Dopo un probabile terzo album il gruppo si scioglie nel 1987 per motivi poco noti. Nonostante ciò il loro singolo Feels Like Heaven sarà ricordato come una delle ballate più tipiche degli anni ottanta, dato il suo inserimento in numerose compilation, e accumulerà nel corso degli anni anche un bel po' di download digitali. Curiosamente nel 1999 il singolo ritorna nelle classifiche tedesche.

## I componenti
- Kevin Patterson: cantante
- Chic Medley: chitarrista
- Graham McGregor: bassista
- Eddie Jordan: tastierista
- Mike Ogletree: percussionista

## Discografia

### Album in studio
- 1984 – Throw the Warped Wheel Out
- 1985 – Another Story

### Singoli
- 1983 – Ghost of Love - UK #64
- 1983 – (Feels Like) Heaven - UK #6
- 1984 – All or Nothing
- 1985 – Not the Only One
- 1985 – No Time
- 1985 – Standing at the Top of the World